# Bagous petro
Bagous petro är en skalbaggsart som först beskrevs av Herbst 1795.  Bagous petro ingår i släktet Bagous, och familjen vivlar. Arten är reproducerande i Sverige.